# Ernest Julius Wilczynski
Ernest Julius Wilczynski (Hamburgo, 13 de novembro de 1876 — Denver, 14 de dezembro de 1932) foi um matemático estadunidense.
Wilczynski frequentou a escola em Hamburgo e Chicago, para onde sua família imigrou. A fim de estudar matemática foi para a Universidade de Berlim, onde obteve em 1897 um doutorado, com a tese Hydrodynamische Untersuchungen mit Anwendung auf die Theorie der Sonnenrotation. Em Berlim seus professores de matemática foram Lazarus Fuchs, Alfred Pringsheim, Kurt Hensel, Ludwig Schlesinger e Hermann Amandus Schwarz. Em física foi aluno de Max Planck. Retornando aos Estados Unidos trabalhou no Nautical Almanac Office em Washington, D.C.. A partir de 1898 foi instrutor na Universidade da Califórnia em Berkeley, onde tornou-se em 1902 Professor Assistente e em 1906 Professor Associado. De 1903 a 1905 esteve na Europa a cargo da Carnegie Institution for Science, dentre outros países na Itália, onde conheceu a mulher com quem casou em 1906. Em 1907 foi professor da Universidade de Illinois e em 1910 da Universidade de Chicago, onde em 1914 foi Professor Pleno. Seu estado de saúde complicou-se, e em 1923 teve de abandonar sua atividade de professor.
Em 1906 foi Colloquium Lecturer da American Mathematical Society (AMS) (Projective Differential Geometry). Foi vice-presidente da AMS e a partir de 1919 membro da Academia Nacional de Ciências dos Estados Unidos.
Foi palestrante convidado do Congresso Internacional de Matemáticos em Heidelberg (1904: The general projective theory of space curves and ruled surfaces).

## Obras
- Projective differential geometry of curves and ruled surfaces, Leipzig, Teubner 1906, Online
- Projective differential geometry of curved surfaces, Teil 1-5, Transactions American Mathematical Society, Volume 8, 1907, p. 223-260, Volume 9, 1908, p. 79-120, 293-315, Volume 10, 1909, p. 176-200, 279-296